# دينا بنت عبد الحميد
دينا بنت عبد الحميد بن محمد عبدالعزيز بن عون الرفيق (15 ديسمبر 1929 - 21 أغسطس 2019)؛ هي ملكة الأردن السابقة بصفتها الزوجة الأولى لملك الأردن الحسين بن طلال، ووالدة ابنته البكر الأميرة عالية. كانت زوجة الملك الحسين من 1955 إلى 1957، وبعد ذلك في 1970 تزوجت مسؤولًا رفيعا في منظمة التحرير الفلسطينية. تخرجت من جامعة كامبريدج وعملت أستاذة في الأدب الإنجليزي في جامعة القاهرة.

## حياتها

### نشأتها وتعليمها
ولدت الأميرة دينا في القاهرة بمصر. هي ابنة الشريف عبد الحميد بن محمد عبد العزيز العون (1898-1955) وزوجته فهرية براف. إنها أحد أفراد الأسرة الهاشمية الحاكمة، ويسمح لها باستخدام لقب الاحترام «شريفة مكة» بصفتها سليلة للحسن بن علي بن أبي طالب من جهة أبيها، وهي قريبة من الدرجة الثالثة لحماها الملك طلال. يعود نسب دينا إلى النبي محمد، تمامًا مثل زوجها المستقبلي. أما نسبها من جانب أمها فيعود إلى العرق الشركسي بمصر. طالب والدها وأعمامها بوقفٍ يقدر بألفي فدان.
مثلما يفعل العديد من العرب الأرستقراطيين ملاك الأراضي، أرسلت دينا إلى مدرسة داخلية في إنجلترا. بعد ذلك نالت درجة علمية على الأدب الإنجليزي من كلية جيرتون [الإنجليزية] بجامعة كامبريدج، ودبلومة دراسات عليا في العلوم الاجتماعية من كلية بيدفورد [الإنجليزية] بلندن.
بعد عودتها للوطن بدأت بتدريس الفلسفة والأدب الإنجليزي في جامعة القاهرة بينما تقيم في حي المعادي مع والديها. مع كونها سيدة شابة كانت متعلمة لدرجةٍ عالية وراقية ومتحررة، كما كانت جميلة ومحبوبة بين حاشيتها وأصدقائها.

### ملكة الأردن

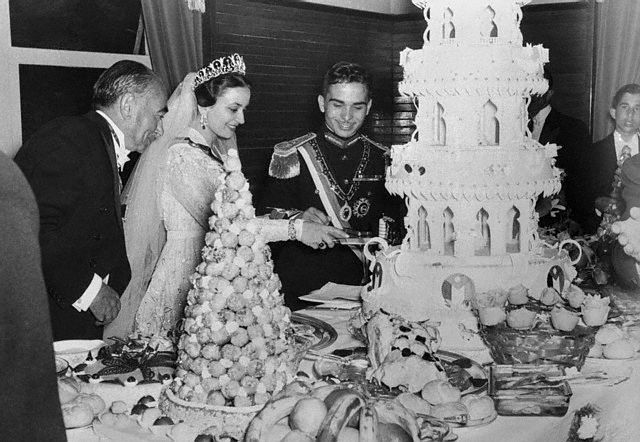
الملك الحسين بن طلال والملكة دينا في حفل خطوبتهما، 18 أبريل 1955.

قابلت الشريفة دينا الملك حسين لأول مرة عام 1952 في منزل أحد الأقارب في لندن حيث كانا يدرسان. كان الملك آنذاك يدرس في مدرسة هارو الداخلية للفتيان، بينما كانت هي في كلية جيرتون بكامبريدج. زارها الملك في مسكنها في المعادي بعد ذلك. حصلت على بكالوريوس الآداب بمرتبة الشرف، وعملت أستاذة في الأدب الإنجليزي بجامعة القاهرة قبل زواجها.
في عام 1954 أي بعد عامين من اعتلاء الملك حسين العرش، اعلنت والدته الملكة زين الشرف خطوبته على دينا. وقد كان لوالدته تأثيرًا كبيرًا في بداية حكمه. كان الارتباط مثاليًا، فدينا أميرة هاشمية وحصلت على أعلى تعليمٍ في الغرب. كما أن جمال عبد الناصر الذي صار رئيسًا لمصر بعد ذلك  كان يشجع هذا الاتحاد بشدة. تزوجا في 18 إبريل 1955. كانت العروس في سن السادسة والعشرين بينما كان العريس في سن التاسعة العشر.
بزواجها صارت ملكة الأردن. حسب كلام المؤرخة إيزيس فهمي التي قامت بمقابلة مع دينا في حضور زوجها يوم زفافهما. أصر الحسين على قول أنها لن تشغل منصبًا سياسيًا. لاحظت إيزيس فهمي أنه ينوي ممارسة سلطته على دينا التي امتازت بشخصيتها القوية، وأن والدته اعتبرتها تهديدًا لمكانتها.
اتضح بعد ذلك أن الملك والملكة يملكان القليل جدًا من الأمور المشتركة. في 13 فبراير 1956 أنجبت الابنة الكبرى للملك، الأميرة عالية. لكن حتى إنجاب الطفلة لم ينقذ الزواج الملكي.

### أميرة الأردن
في 1956 بينما كانت الملكة تقضي إجازتها في مصر، أخبرها الملك حسين أنه ينوي الانفصال عنها. على الأرجح قام حسين بذلك بتحريضٍ من والدته الملكة زين، حيث كانت في خلافٍ دائمٍ مع دينا. انفصل الزوجان في 24 يونيو 1957 خلال فترة اضطرابٍ بين الأردن ومصر. في تلك الفترة صار لقبها صاحبة السمو الملكي الأميرة دينا عبد الحميد أميرة الأردن. لم يسمح للملكة السابقة برؤية ابنتها لفترةٍ بعد الطلاق.

### زواجها الثاني
أثناء وجودها ضمن وفد أردني في العاصمة البريطانية عام 1970، تعرفت على أسعد سليمان عبد القادر المعروف باسم صلاح التعمري عضو الوفد الفلسطيني. اتفقا على ان الزواج في عمان حيث كان صلاح يسكن في غرفة صغيرة على مدخل مخيم الحسين. تزوجا في 7 أكتوبر. يذكر صلاح كيف أن المأذون الأول هرب خوفا عندما علم ان الزوجة تكون طليقة الملك، ونفس الأمر حصل مع المأذون الثاني الذي هرب أيضا لنفس السبب. أما المأذون الثالث وتحت تهديد السلاح من مرافق صلاح واخ الحاج إسماعيل جبر الذي كان شاهدًا على الزواج، فقام بكتب الكتاب بشرط أن لا يذكر اسمه بعد تهديده بالقتل.
بعد الزواج سافرا إلى لبنان وتحديدا صيدا، ومع غزو لبنان غادرت ديانا مع أول طائرة، وبقي زوجها مع جنوده ليقاتل حيث تم أسره. بعد مضي عام تفاوضت الأميرة دينا على أكبر عملية تبادل أسرى في التاريخ. حررت زوجها وثمانية آلاف أسير. عاد صلاح إلى عمان ومنها للضفة لوحده بدونها، ولم تسافر معه بل استقرت عند ابنتها الاميرة عالية بنت الحسين من زواجها الأول. واستمر زواجهما قائما لكن دون تواصل.

## أدوار ومناصب دولية
أصبحت رئيسة شرفية لرابطة المرأة المسلمة في المملكة المتحدة.

## الأعمال المنشورة المعروفة
«ثنائي التحرير»، وهي رباعيات مكونة من 268 صفحة، نشرتها عام 1988.

## وفاتها
توفيت في عمان يوم الأربعاء 21 أغسطس 2019، وتقدم مشيعيها الملك عبد الله بن الحسين وولي عهده والأمير الحسن، وصلي عليها في مسجد الحرس الملكي، ثم دفنت في المقابر الملكية بعمان. وأعلن عن تقبل التعازي في دار ابنتها الأميرة عالية في الحُمّر غرب عمان.